# Rafał Ratajczyk
Rafał Ratajczyk (Żyrardów, Masòvia, 5 d'abril de 1983) és un ciclista polonès, que combina tant la carretera com la pista, on ha guanyat dues medalles als Campionats del Món

## Palmarès en pista
- 2004
  -  Campió d'Europa sub-23 en Puntuació
- 2009
  -  Campió d'Europa en Òmnium Endurance
- 2011
  -  Campió d'Europa en Puntuació

### Resultats a laCopa del Món en pista
- 2005-2006
  - 1r a Manchester i Sydney, en Scratch
- 2006-2007
  - 1r a la Classificació general i a la prova de Manchester

## Palmarès en ruta
- 2005
  -  Campionat de Polònia sub-23 en contrarellotge